# Hans Wölpert

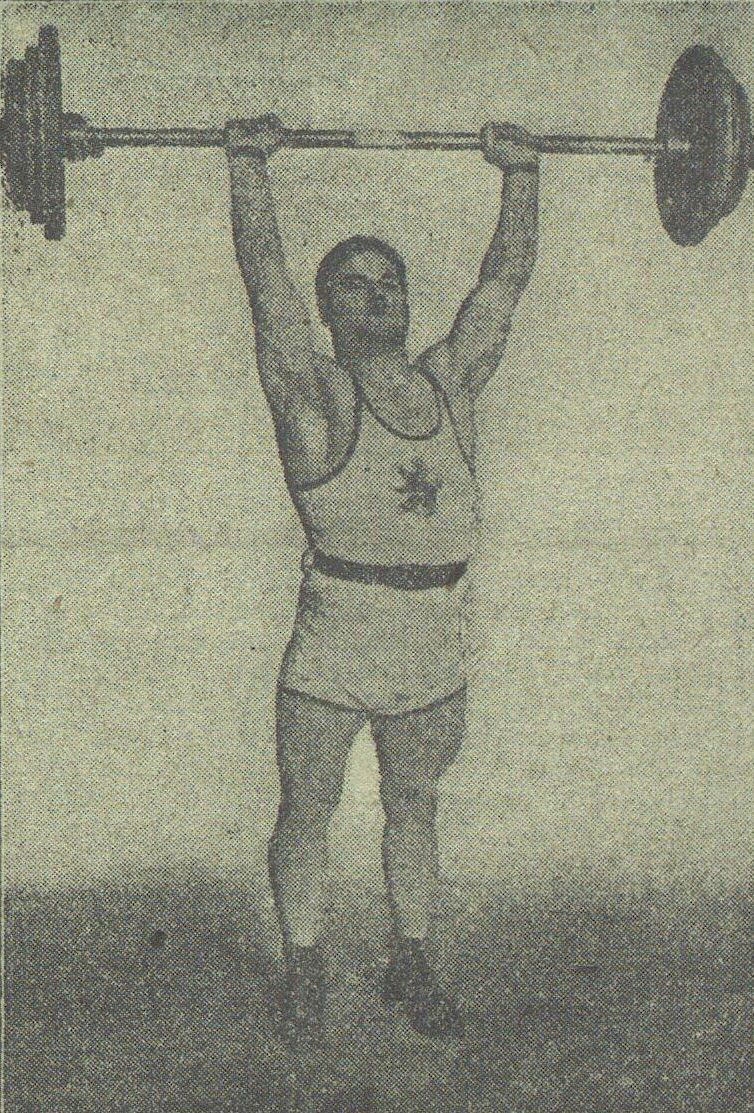
Hans Wölpert, 1925

Hans Wölpert (* 30. September 1898 in München; † 1. Januar 1957 ebenda) war ein deutscher Gewichtheber. 

## Leben
Hans Wölpert wuchs in München auf und spielte als Knabe fleißig Fußball und turnte. Schon bald erkannte man jedoch seine außergewöhnliche Kraft und so kam er zum Gewichtheben. Gleich nach dem Ersten Weltkrieg, an dem er noch teilnehmen musste, erzielte er seine ersten Erfolge und blieb dann bis 1937 in der deutschen Spitzenklasse der Gewichtheber. Er startete für den TSV 1860 München und wurde mit der Mannschaft dieses Vereins mehrmals deutscher Mannschaftsmeister. Nach 1919 musste er allerdings wegen seiner Ausbildung bei der Stadt München das Gewichtheben etwas vernachlässigen. Da Deutschland von den Olympischen Spielen 1924 ausgeschlossen war und von 1925 bis 1927 keine internationalen Meisterschaften stattfanden, konnte Hans Wölpert erst 1928 wieder international starten. Ab 1928 reihte sich dann aber wieder Erfolg an Erfolg.

## Internationale Erfolge
(OS = Olympische Spiele, EM = Europameisterschaft, OD = olympischer Dreikampf, bestehend aus beidarmigen Drücken, Reißen und Stoßen, VK = Vierkampf, bestehend aus einarmigem Reißen und Stoßen und beidarmigem Drücken und Stoßen, FK = OD und einarmiges Reißen und Stoßen, Fe = Federgewicht, Le = Leichtgewicht)
- 1921, 1. Platz, EM in Offenbach am Main, VK, Fe, mit 315 kg (60-70-85-100), vor Eugen Wiedmann, Deutschland, 310 kg;
- 1928, Bronzemedaille, OS in Amsterdam, OD, Fe, mit 282,5 kg, hinter Franz Andrysek, Österreich, 287,5 kg und Gabetti, Italien, 282,5 kg;
- 1930, 2. Platz, EM in München, OD, Fe, mit 280 kg, hinter Eugen Mühlberger, Deutschland, 280 kg und Suvigny, Frankreich, 270 kg;
- 1932, Silbermedaille, OS in Los Angeles, OD, Fe, mit 282,5 kg, hinter Raymond Suvigny, 287,5 kg und vor Anthony Terlazzo, USA, 280 kg;
- 1933, 1. Platz, EM in Essen, FK, Fe, mit 420 kg, vor Mühlberger, 410 kg und Helmut Schäfer, Deutschland, 397,5 kg.

## Erfolge bei deutschen Meisterschaften
- 1919, 2. Platz in München, FK, Fe, mit 375 kg, hinter Junger, Göppingen, 377,5 kg;
- 1924, 1. Platz in Mannheim, FK, Fe, mit 407,5 kg, vor Eugen Widmann, Stuttgart, 397,5 kg;
- 1928, 1. Platz in Koblenz, OD, Fe, mit 282,5 kg, vor Helfmann, Köln, 267,5 kg:
- 1930, 1. Platz in Breslau, OD, Fe, mit 287,5 kg, vor Troppert, Wien, 277,5 kg;
- 1933, 1. Platz in Dortmund, FK, Fe, mit 417,5 kg, vor Helmut Schäfer, Stuttgart, 407,5 kg und Eugen Mühlberger, Frankfurt am Main, 405 kg;
- 1935, 3. Platz, in Berlin, OD, Le, mit 302,5 kg, hinter Karl Jansen, Essen, 310 kg und Karl Schwitalle, Breslau, 302,5 kg.

## Weltrekorde
Im beidarmigen Drücken:
- 1921 in Plauen, 90 kg, Le
- 1924 in München, 90 kg, Fe
- 1924 in Mannheim, 92,5, kg
- 1925 in München, 91 kg, Le
- 1925 in Mannheim, 95 kg, Le
- 1925 in München, 97,5 kg, Le
- 1926 in München, 100 kg, Le
- 1933 in Weiden, 102,5 kg, Le
- 1935 in Berlin, 104 kg, Le
- 1936 in Benneckenstein (Harz), 95,5 kg, Fe

Im beidarmigen Reißen:
- 1919 in München, 75 kg, Fe

Im olympischen Dreikampf:
- 1919 in München, 255 kg, Fe
- 1928 in Amsterdam, 282,5 kg, Fe
- 1930 in Breslau, 287,5 kg
- 1933 in Essen, 292,5 kg.